# PlayStation Now
PlayStation Now (PS Now) fue un servicio de suscripción para juegos en la nube desarrollado por Sony Interactive Entertainment. El servicio permitía a los suscriptores jugar remotamente juegos de PlayStation 2, PlayStation 3, y PlayStation 4 en PlayStation 4, PlayStation 5 y PC. Los juegos de PlayStation 2 y PlayStation 4 podían ser descargados para jugar en PlayStation 4 y PlayStation 5 sin necesidad de conexión a internet.
Los dispositivos que no son de PlayStation necesitaban de un Dualshock 3 o Dualshock 4 u otro control compatible con XInput, así como controles de Xbox, para usar el servicio. Si los miembros deseaban jugar usando la nube, Sony recomendaba a sus jugadores una conexión a Internet mínima de 5 Mbps para tener una mejor experiencia.

## Historia
PlayStation Now fue anunciado el 7 de enero de 2014 en el Consumer Electronics Show (CES) de 2014. En el CES, Sony presentó demos the The Last of Us, God of War: Ascension, Puppeteer y Beyond: Two Souls, jugables a través de PlayStation Now en televisores Bravia y consolas PlayStation Vita. La beta comenzó en los Estados Unidos el 28 de enero con PS3, y se extendió a PS4 el 19 de mayo de ese mismo año.
Para implementar el servicio, Sony diseñó una motherboard con un poder equivalente al de 8 consolas PS3 en una sección del servidor para permitir que los juegos funcionen, a diferencia de la emulación de software, debido a la complejidad arquitectónica.
PlayStation Now fue lanzado en beta abierta en Estados Unidos y Canadá para PS4 el 31 de julio de 2014, para PS3 el 18 de septiembre de 2014, para PS Vita y PS TV el 14 de octubre de 2014 y con soporte para televisores Bravia que llegarían después. En la Gamescom de 2014, SCE anunció que PS Now llegaría a Europa en 2015, siendo el Reino Unido el primer país europeo en tener acceso a este servicio.
En el CES de 2015, Sony confirmó que la versión final de PlayStation Now llegaría a Norteamérica para PS4 el 13 de enero de 2015. El 7 de marzo de 2015, se reveló que PlayStation Now era accesible en Europa.
El 17 de febrero de 2017, Sony anunció que, el 15 de agosto de 2017, PlayStation Now sería descontinuado en PlayStation 3, PlayStation Vita, PlayStation TV, televisores Sony Bravia (modelos entre 2013–15), reproductores Sony Blu-ray y todos los televisores Samsung.
El 20 de septiembre de 2018, Sony anunció que los usuarios de PlayStation 4 podrían descargar juegos de PlayStation 2 y PlayStation 4 a través de PlayStation Now y que iría implementando el servicio gradualmente.

## Juegos
Juegos de PlayStation 2, PlayStation 3 y PlayStation 4 pueden ser jugados desde la nube en PlayStation 4, PlayStation 5 y PC gracias a PlayStation Now. Actualmente están disponibles cerca de 800 juegos para jugar desde la nube, además de otros 300 que se pueden descargar para PlayStation 4. Cada mes se añaden juegos nuevos.
Luego de la prueba gratuita de 7 días existen otras 3 opciones para acceder al servicio.
No es necesaria una sucripción para juegos online aparte para jugar juegos en PlayStation Now. Las tres opciones de pago dan acceso a la jugabilidad individual y multijugador.

## Disponibilidad
PlayStation Now estaba disponible en Austria, Bélgica, Canadá, Dinamarca, Finlandia, Francia, Alemania, Irlanda, Italia, Japón, Luxemburgo, los Países Bajos, Noruega, Portugal, España, Suecia, Suiza, el Reino Unido y los Estados Unidos.